# فلق
فَلَق صد و سیزدهمین سورهٔ قرآن است که به نام «قُل اَعوذُ بِرَب اِلفَلَق» نیز شناخته می‌شود. این سوره به همراه سورهٔ ناس، به نام معوذتین شناخته می‌شود. تعداد آیات این سوره به اتفاق مفسران و منابع، پنج آیه است. محتوای سوره شامل دستور و توصیه به محمد، پیامبر اسلام، به‌منظور استعاذه به خدا برای در امان ماندن از سه شرِ شب، حسودان و ساحران می‌شود.
در مکی یا مدنی بودن سوره، اختلافاتی گزارش شده‌است. بیشتر منابع این سوره را مدنی دانسته‌اند و در مقابل گروهی سوره را مکی گزارش کرده‌اند. از این میان، جابر بن زید، عطا، عکرمه، ابن‌عباس و ابن عاشور، سوره را مکی گزارش کرده‌اند و در مقابل، ثعلبی، فخر رازی، ابن‌کثیر، طباطبایی و طبرسی، سوره را مدنی گزارش کرده‌اند. به گزارش معرفت، قرآن پژوه شیعه، این سوره بیستمین سوره نازل شده بر محمد است. در خصوص شأن نزول سوره، روایت‌های مختلفی را گزارش کرده‌اند. سیوطی، مفسر اهل سنت در درالمنثور به ماجرای سِحر شدن پیامبر اسلام توسط لبید بن اعصم یهودی اشاره دارند. بر اساس این داستان، محمد، گروهی را برای یافتن طلسم که در چاهی انداخته شده‌بود، فرستاد و پس از آن، سوره فلق نازل شد. روایات دیگری در منابع شیعه و سنی نزول این سوره را برای حفظ محمد از گزندها یا حفظ او از دشمنی از طایفه جن دانسته‌اند.
تفاسیر اسلامی در معنا کردن کلماتی از سوره، دچار اختلاف شده‌اند از جمله کلمه «فلق» که به معنای صبح یا شکاف بسیار وسیع به کار برده شده‌است. به گزارش منابع مختلف، فلق نام یکی از چاه‌ها، درب‌ها، کوه‌ها، درخت‌ها یا دره‌ای از جهنم است که جهنمیان از عذاب و سختی آن، به دنبال پناهگاه هستند. کلمه «شر» در سوره، بیانگر هرگونه شر می‌باشد و اعم از موجودات زنده و غیر زنده خواهد بود. بنابر روایتی از ابن‌عباس، شیطان به جهت شر مطلق بودن، مصداق بارز کلمه شر در آیه «شر ما خلق» است. غاسق دیگر لغتی است که در سوره مورد اختلاف قرار گرفته و در این خصوص دو معنای شب و ظلمت و تاریکی مطرح شده‌است. از جمله اخلافات دیگری که در سوره مورد اشاره قرار گرفته‌است، روایاتی از ابن مسعود، صحابه محمد، است که بر اساس آن، دو سوره فلق و ناس، جزئی از قرآن نبوده‌اند و تنها از جانب جبرئیل برای محمد نازل شده‌اند. اما اجماع نظر اصحاب و عالمان مسلمان آن است که این سوره جزو قرآن می‌باشد.
بر اساس روایات اسلامی، خواندن، نگهداری، حفظ و تعویذ دو سوره فلق و ناس (که به اختصار معوذتین خوانده می‌شوند) مورد تأکید پیامبر اسلام بوده‌است و وی شخصاً، به قرائت و تعویذ این دو سوره، اهتمام داشته‌است. بر اساس این روایات، خواندن این دو سوره برای دفع ضررهای مختلف توصیه شده‌است. خواندن این دو سوره در نمازها، سبب قبول نماز و قرائت این دو سوره، اجری همچون ثواب قرائت تمام کتب آسمانی را دارد.

## نام‌ها
به گزارش ابن عاشور، مفسر سنی مذهب، این سوره توسط محمد، سوره «قل اعوذ برب الفلق» نام‌گذاری شده‌است. بنابر همان روایت، بخاری، محدث سنی مذهب در صحیح خویش نیز نام سوره را «قل اعوذ برب الفلق» گزارش کرده‌است. در میان کلام صحابه محمد نیز، روایاتی گزارش شده‌است که دو سوره ناس و فلق، معوذتین نام‌گذاری شده‌اند. با این وجود، هیچ مفسری، این سوره را به صورت تنها، به «معوذة» نخوانده‌است و تنها ابن عطیه، مفسر سنی مذهب، از باب اضافه کردن مسمی به اسم، عبارت «معوذة الاولی» را استعمال کرده‌است. با این وجود در اکثر مصاحف و کتب تفسیری، این سوره به نام فلق گزارش شده‌است.
در خصوص معنای لُغوی فلق، لغت‌شناس سنی مذهب، راغب اصفهانی گزارش می‌کند که فلق به معنای تکه شدن شیء است و منظور از فلق در این سوره، صبح است. به گزارش دانشنامه قرآن، این سوره، به همراه چهار سوره دیگر — سوره‌های فجر، لیل، ضحی و عصر — تنها سوره‌هایی هستند که به یکی از اوقات روز و پدیده‌های طبیعی نامگذاری شده‌اند.
در خصوص معنای فلق، طبرسی، مفسر شیعه گزارش می‌کند که «فلق» نیز در لغت به معنای شکاف بسیار وسیع است. محمدحسین طباطبایی، مفسر شیعه، به نقل از سیوطی، مفسر اهل سنت در درالمنثور، روایتی را از ابوهریره نقل می‌کند که فلق نام چاهی سر پوشیده در جهنم است. بر اساس گزارش طباطبایی، فلق نام یکی از درهای جهنم می‌باشد که پس از باز شدن آن، جهنم افروخته خواهد شد. بر اساس روایتی از عمرو بن عنبسه، از صحابه محمد، فلق نام چاهی در جهنم است که اگر بخواهند جهنم را برافروزند، از آن چاه چنین کنند. به گزارش ابن کثیر، مفسر سنی مذهب، ابوعبدالرحمن حبلی، فلق را یکی از نام‌های جهنم دانسته‌است.

## محتوا و ساختار
تعداد آیات سوره به اتفاق مفسران، ۵ آیه گزارش شده‌است: این سوره شامل ۲۳ کلمه و ۷۴ حرف است. بر اساس متن این سوره، خداوند به پیامبرش دستور می‌دهد تا که از هر شر و خصوص برخی شرها، به خداوند پناه ببرد. این شرها عبارتند از مخلوقات شریر، اوقات شر که شرها در آن رخ می‌دهد و افعالی که شرها در پشت آنها مخفی شده‌اند. متن سوره به شرح ذیل است: ابوالفتوح رازی، مفسر شیعی، پس از گزارش متن سوره، در ترجمه این سوره آورده‌است:
﴿بِسْمِ اَللّٰهِ اَلرَّحْمٰنِ اَلرَّحِیمِ، قُلْ أَعُوذُ بِرَبِّ اَلْفَلَقِ﴾ ۱ ﴿مِنْ شَرِّ مٰا خَلَقَ﴾ ۲ ﴿وَ مِنْ شَرِّ غٰاسِقٍ إِذٰا وَقَبَ﴾ ۳ ﴿وَ مِنْ شَرِّ اَلنَّفّٰاثٰاتِ فِی اَلْعُقَدِ﴾ ۴ ﴿وَ مِنْ شَرِّ حٰاسِدٍ إِذٰا حَسَدَ﴾ ۵

ترجمه:﴿به نام خدای بخشاینده بخشایشگر، بگو پناه می‌دهم به خدای صبح) ۱ ﴿از آفت آنچه آفریده‌است﴾ ۲ ﴿و از آفت در آینده به مضرّت چون درآید﴾ ۳ ﴿و از آفت دمندگان در بندها) ۴ (و از بدی حسد برنده چون حسد برد) ۵

## نزول
فلق صد و سیزدهمین سوره از قرآن است که در مکی یا مدنی بودن سوره، اختلافاتی گزارش شده‌است. به گزارش طبرسی از مفسران شیعه، اکثر مفسران این سوره را مدنی دانسته‌اند و گروهی نیز سوره را مکی گزارش کرده‌اند. به گفته طباطبایی، مفسر شیعه، از روایات وارد شده در شأن نزول سوره، این سوره در مدینه نازل شده‌است. جابر بن زید، حسن، عطا، ابن‌عباس و عکرمه، این سوره را مَکی گزارش‌کرده‌اند. در مقابل قتاده سوره را مدنی گزارش کرده‌اند. بنابر دیدگاه ابن‌عاشور، مفسر سنی مذهب، با وجود تفاوت بین دو روایت کریب از ابن‌عباس و روایت ابی‌صالح از ابن‌عباس و مقبول بودن روایت اول و صحیح بودن روایت دوم، احتمال مکی بودن، تقویت می‌شود. ثعلبی، فخر رازی و ابن کثیر، از مفسران سنی مذهب، سوره را مدنی گزارش می‌کنند. بنابر دیدگاه ابن‌عاشور، مفسر سنی مذهب، این سوره بعد از سوره فیل و قبل از سوره ناس نازل شده‌است. محمدهادی معرفت، قرآن‌پژوه شیعه، بر اساس روایت ابن‌عباس سوره فلق را بیست‌امین سوره نازل شده قرآن بعد از سوره فیل و قبل از سوره ناس گزارش می‌کند و نولدکه، زبان‌شناس آلمانی، این سوره را چهل و ششمین سوره دانسته‌است.
به گزارش طبرسی و طباطبایی، منابع اهل سنت همچون تفسیر درالمنثور گزارش کرده‌اند که لبید بن اعصم یهودی، محمد را سِحر نمود و طلسمی را در چاه بنی‌زریق انداخت. پس از آن محمد به شدت بیمار شد؛ در این هنگام دو فرشته به محمد نازل شدند و از وجود طلسم در چاه به محمد خبر دادند. به دستور محمد، علی، زبیر و عمار برای بیرون آوردن طلسم از چاه اقدام کردند و پس از آن، این سوره نازل شد و محمد با خواندن هر آیه از سوره، بخشی از طلسم را باز می‌کرد. شبیه به این داستان را طباطبایی از کتاب طب الائمه گزارش می‌کند. به گفته فخر رازی، مفسر سنی مذهب، این شأن نزول، مورد پذیرش اکثر مفسران بوده‌است. در دانشنامه قرآن به نقل از منابع اسلامی، به نخی اشاره شده‌است که برای طلسم محمد، ۱۱ گره خورده بود و توسط محمد، با خواندن یازده مرتبه سوره فلق و ناس، طلسم شکسته شد. بانو امین، مفسر شیعه در مخزن العرفان و همچنین رازی، مفسر سنی در تفسیر کبیر، از روایتی گزارش می‌کند که بر اساس آن، جبرئیل به محمد، از دشمنی عفریتی از جن با وی خبر می‌دهد و او را توصیه به خواندن و حفظ سوره معوذتین می‌کند.

## تفسیر

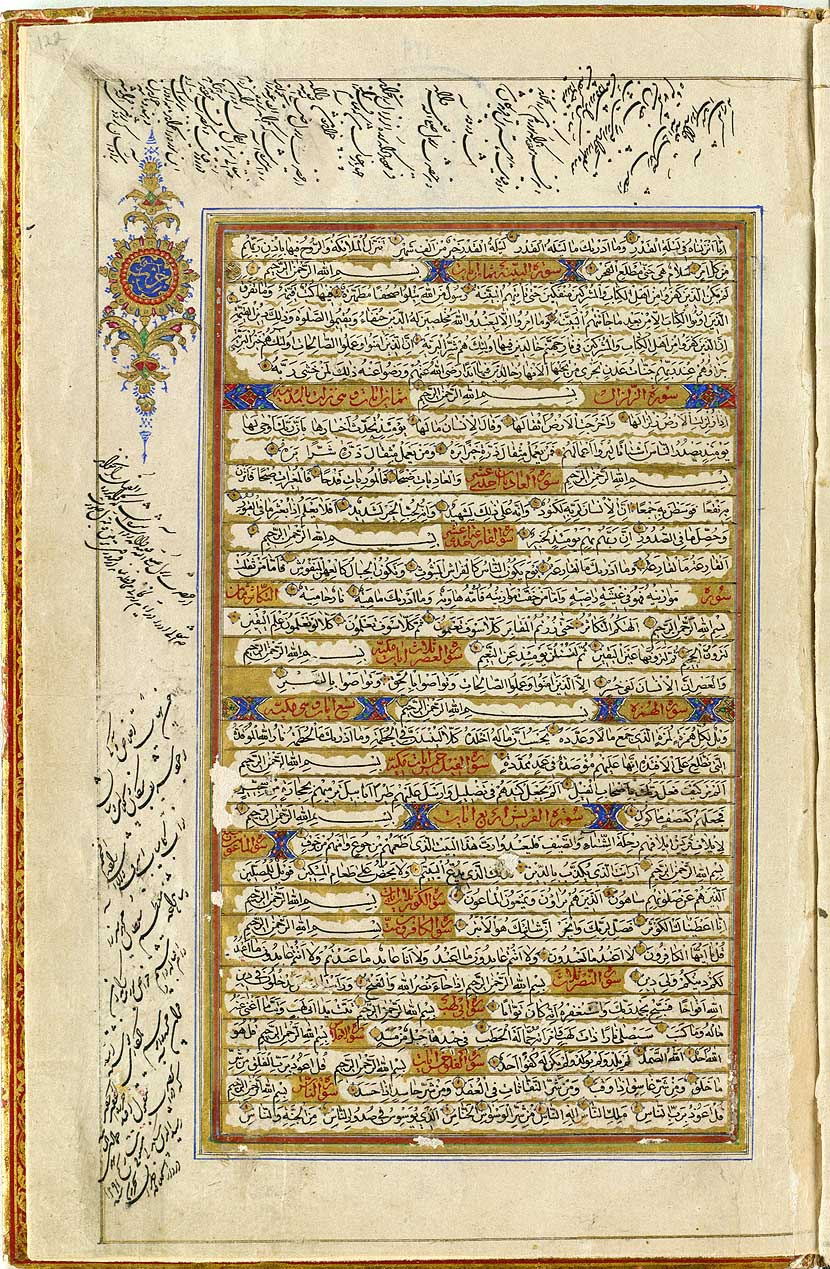
تصویری از قرآنی خطی مربوط به سال ۱۸۷۴ میلادی که «سوره فلق» در آن به عنوان صد و سیزدهمین سوره ذکر شده‌است.

به گفته طباطبایی، مفسر شیعه، پناه بردن از شرهای مختلف، در سه آیه جدا از هم در این سوره، دارای معنای لطیفی است. بر این اساس، در آیه اول از شر مطلق به خدا پناه برده‌شده‌است و در آیه دوم از شر غاسق، دستور به پناه صورت گرفته‌است که ذکر خاص پس از عام است. این موضوع به جهت ایجاد اهتمام بیشتر نسبت به خاص صورت گرفته‌است. شر دیگری که به صورت خاص پس از عام در سوره مورد اشاره قرار گرفته‌است، شر ساحران است. دلیل اهتمام به این سه شر نیز، به باور طباطبایی، غفلت آدمی از این سه شر است. در دانشنامه قرآن به این مطلب که خود مفهوم غاسق به خودی خود شر نیست و تنها فرصتی مناسب برای تحقق شر می‌باشد، تصریح شده‌است.

### آیه اول
طبرسی، مفسر شیعه می‌گوید، «فلق» بر وزن فعل به معنای مفعول است و در معنای آیه، سه وجه را متصور می‌شود: در حالت اول، معنای آیه چنین متصور است که: «ای محمد، بگو به پرودگار و مدبر برآورنده صبح تمسک می‌کنم». در معنای دوم، وی فلق را به چیزی تشبیه کرده‌است که خداوند آن را همچون دانه گیاهان، می‌شکافد. در معنای سوم، شامل چاهی در دوزخ است که به جهت شباهتش به شکاف و دره، به فلق شهره شده‌است. قمی، محدث و مفسر شیعه، در تفسیر خویش روایتی را نقل می‌کند که بر اساس آن، فلق چاهی در جهنم است که جهنمیان از حرارت آن چاه به فغان هستند؛ در این چاه، شش نفر از اولین و شش نفر از آخرین جای گرفته‌اند. ثعلبی، مفسر سنی مذهب نیز با اشاره به روایتی از ابن‌عباس و یعقوب از هشیم، منظور از فلق را زندانی در جهنم دانسته‌است که جهنمیان از عذاب آن، به دنبال پناهگاه می‌گردند.
به نوشته محمد حسین طباطبایی، مفسر شیعه، «اعوذ» در ابتدای سوره، به معنای حفظ کردن خویشتن و پرهیز دادن است. به گفته وی در المیزان، کلمه فلق در صورتی که با دو فتحه به کار برده‌شود، به صیغه صفت مشبهه است و به معنای مفعول می‌باشد. به گزارش طباطبایی، فلق غالباً به معنای صبح به کار برده‌می‌شود و فلق آن لحظه‌ای است که نور گریبان ظلمت را می‌شکافد. بر این اساس معنای آیه چنین است: «بگو من پناه می‌برم به پروردگار صبح، پروردگاری که آن را فلق می‌کند و می‌شکافد». به گزارش طباطبایی، گروهی از مفسران، مراد از فلق را «کتم عدم» و خارج کردن «وجود» از درون «عدم» دانسته‌اند. بر اساس این دیدگاه، عبارت «رب فلق» با «رب مخلوق» مترادف هستند. بنابر باور ابن عاشور، مفسر سنی مذهب، منظور از «رب الفلق» در آیه، الله است که پروردگار صبح است و اسباب صبح را آفریده‌است. به باور ابن عاشور، اتصاف خدا به فلق، به جهت رهایی از شر در صبح است و وجود شُرور در شب، به جهت غلبه تاریکی، سبب شده‌است تا گروهی، شب را الهه شر بدانند. ابن عاشور، معنای آیه را چنین معتقد است: «به شکافنده صبح پناه ببر، از شر شب، چرا که او می‌تواند تو را از شرهای موجود در شب نجات دهد، همانگونه که تمام خلایق را با خلقت صبح نجات داده‌است.» به گفته فخر رازی، مفسر سنی مذهب، علت آنکه در آیه اول این سوره، استعاذه به «رب الفلق» صورت گرفته‌است در حالی که استعاذه غالباً به نام صریح خداوند (یعنی الله) صورت می‌گرفته‌است؛ وجوه و دلایلی را ذکر کرده‌است؛ از جمله این موارد عبارتند از:
- امر به استعاذه به نام الله که پیش از آن در آیه ۹۸ سوره نحل آمده بود؛ در خصوص مسئله قرائت قرآن است؛ اما در این سوره، استعاذه به جهت حفظ بدن و نفس از سِحر می‌باشد.
- شدت عملکرد شیاطین برای رویگردان کردن بندگان از عبادات، بیشتر از شدت عمل آنان در مواقع دیگر همچون حفظ بدن از سحر است؛ به این سبب، استعاذه به الله در هنگام قرائت (به عنوان عبادت) از اهمیت بیشتری نسبت به این موضوع دارد.
- واژه رب در آخرین سوره‌های قرآن بیانگر این مفهوم خواهد بود که خداوند از تربیت و احسان نسبت به بندگان خویش غافل نشده‌است؛ همچنین استفاده از واژه رب، بیانگر ایجاد امید برای نجات بندگان می‌باشد.

### آیه دوم
طبرسی، مفسر شیعه، منظور از «شر» در آیه دوم را شر تمام چیزهایی می‌داند که خداوند خلق نموده‌است و شامل مکلف‌ها و گناهان، ضررها و ستم‌ها و تجاوز و… می‌داند. طبرسی همچنین غیر مکلف‌ها را همچون گزندها و ضررهای در موجودات زنده و غیر زنده را نیز شامل شر می‌داند. ثابت بنانی از تابعین سنی و حسن بصری از صوفیان سنی مذهب، منظور از «شر ما خلق» را جهنم، ابلیس و ذریه او دانسته‌اند. به گزارش فخر رازی، مفسر سنی مذهب، عطا از ابن‌عباس روایتی را نقل می‌کند که بر اساس آن، خداوند از ابلیس، بدتر خلق ننموده‌است و از آنجا که سوره در مقام دفع سِحر است و سحر یکی از فعالیت‌های ابلیس و اعوان او است، منظور از «شر ما خلق» در آیه، ابلیس و همراهان او می‌باشد. وی در ادامه، احتمالات دیگری چون جهنم، حیوانات موذی، جن و انسان را نیز از جمله موارد احتمالی «ما خلق» دانسته‌است. به گفته طباطبایی، مفسر شیعه، نباید چنین توهم شود که عبارت «ما خلق» به معنای وجود شر در وجود همه موجودات است و منظور از مطلق آوردن این عبارت، استغراق و کلیت نمی‌باشد.
بر اساس آموزه‌های کلامی اسلامی، «عالَم خَلق» در مقابل «عالَم أمر» خلق شده‌است و منظور از عالم امر، عالم ملائکه و ملکوت است و در آن هیچ شر و فسادی راه ندارد. دلیل نبود شر و فساد در عالم امر، مبری بودن موجودات در آن عالم از هرگونه غصب، شهوت و منشأ آفات و شُرور است. در مقابل در عالم خلق، شر و فساد وجود دارد و دلیل آن، قرار گرفتن در مرتبه پایین‌تر از عالم خلقت و احاطه شده به عدم و قوه است. پرسش بر سر چگونگی وفق‌دادن وجود شر و رنج با خدایی قادر مطلق، خیرخواه مطلق و دانای مطلق، که به مسئله شر معروف شده‌است، موضوع گفتگوی فیلسوفان خداناباور و خداباور (از جمله متکلمان مسلمان) بوده‌است. به گزارش اکبر دهقان، در آیه دوم از سوره فلق، عبارت «ما خلق» به «شر» اضافه شده و بنابراین استناد شر به مخلوقات و نه خالق صورت گرفته‌است. متکلمان مسلمان بر اساس آیات قرآنی بر این باورند که حسنات از جانب خالق و شُرور از جانب مخلوقات است. از میان آیاتی که به این مطلب اشاره دارند می‌توان به آیه ۷۹ سوره نساء کرد که در آن آمده‌است: «ما أَصابَکَ مِن حَسَنَةٍ فَمِنَ اللَّهِ وَما أَصابَکَ مِن سَیِّئَةٍ فَمِن نَفسِکَ» (ترجمه: آنچه از خوبی به تو می‌رسد، از جانب خداست و آنچه از بدی‌ها به تو برسد، از ناحیه خود توست)

### آیه سوم
«غاسق» در لغت به معنای هجوم شونده است که در آیه سوم، به معنای شب به کار برده‌شده‌است. عبارت وقب به معنای دخول بکار برده شده‌است. به گفته طباطبایی، مفسر شیعه، علت تشبیه و نسبت شب به شر در آیه، به جهت کمک رساندن تاریکی شب به شریر است و به همین جهت، شرارت‌ها در شب بیشتر از شرارت‌ها در روز رخ می‌دهند. همچنین انسان مورد شرارت قرار گرفته در شب، نسبت به انسان مورد شرارت قرار گرفته در روز، ناتوان‌تر است. هدف از نکره آمدن «غاسق» در آیه، اراده جنس غسق برای شب بوده‌است و اضافه شدن «غاسق» به «لیل»، از باب اضافه شدن اسم به زمان خود بوده‌است. بنابر باور بانو امین، مفسر شیعه، ممکن است گفته شود که منظور از «غسق» در آیه، صرف شب نبوده‌است و تمام انواع و اقسام ظلمت‌ها از جمله حسیات و معنویات از ظلمت اول شب و آخر شب، ظلمت طبیعت یا ظلمت جهل و نادانی و… را نیز شامل شود. از جمله موارد اختلاف در منابع اهل سنت، در معنا کردن «غاسق» است. در این میان گروهی چون ابن‌عباس، حسن، مجاهد، فراء و زجاج، منظور از غاسق را شب دانسته‌اند و بر اساس روایتی از ابوهریره، منظور زمان طلوع ستارگان است. فخر رازی، مفسر سنی مذهب، به نقل از زجاج، منظور از غاسق را سرمای شب دانسته‌است. مجاهد، از مفسران تابعی، منظور از غاسق الیل را وقت غروب خورشید دانسته‌است و بخاری، محدث سنی، از وی، این مطلب را گزارش کرده‌است.

### آیه چهارم
«نفث» در آیه به معنای نفخ و دمیدن است. به گزارش طبرسی، مفسر شیعه در جوامع الجامع، منظور از «نفاثات فی العقد» زنانی هستند که به شغل جادوگری مشغول بوده‌اند و به جهت ضرر زدن بر دیگران، بر نخ‌ها گره می‌زنند و در آنها می‌دمند. مسئله دمیدن در گره‌ها، در فرهنگ سامی حاکم بر مناطقی چون کنعان، بین‌النهرین، مصر و مناطق عبری‌زبان بسیار کاربرد داشته‌است. فرهنگ گره‌زدن به نخ یا گیاهان، در اعراب پیش از اسلام نیز گزارش شده‌است که برای به چنگ انداختن نیروهای خیر و شر صورت می‌گرفت. این رسوم حتی امروزه در فرهنگ اعراب بادیه‌نشین منطقه، به عنوان روشی برای درمان برخی بیماری‌ها و رهایی از ناراحتی‌ها، استفاده می‌شود. به باور طباطبایی، مفسر شیعه و ابن عاشور، مفسر سنی مذهب، دلیل ذکر زنان ساحر در آیه، به جهت غلبه موردی شغل ساحرگی در میان زنان است. به گزارش طباطبایی، گروهی از مفسران بر این باورند که منظور از دمندگان در آیه، زنان ساحر نبوده‌است و منظور گروهی از زنان هستند که با سخنان خود، نظرات شوهران خود را به آنچه خود صلاح می‌دانند، تغییر می‌دهند. بر این اساس، منظور از کلمه «عقد»، رای و دیدگاه است و مراد از «نفث در عقد» به صورت کنایی، سست کردن تصمیم شوهران است. با این وجود، طباطبایی این احتمال مطرح شده را سست و دور از ذهن توصیف می‌کند.
ابن عاشور، مفسر سنی مذهب، در معنای «عقد» آورده‌است که عقد، جمع عقدة است و منظور از آن، گره‌هایی است که به واسطه آن خیاطی صورت می‌گیرد. ساحران برای سحر کردن دیگران، از گره کردن نخ‌ها استفاده می‌کنند و آن را مخفی می‌کنند تا سحر دوام بیشتری داشته باشد. ابن عاشور همچنین با اشاره به الف و لام تعریف در نفاثات، علت آن را مشخص بودن زنان ساحره نزد عرب دانسته‌است.
به گزارش طباطبایی، گروهی از مفسران، بر این معنا که محمد دچار سحر شده‌باشد نقدهایی را وارد کرده‌اند و آن را با مفاد آیه ۸ و ۹ سوره فرقان در تضاد و تعارض می‌دانند. با این وجود همو معتقد است که این ایراد صحیح نیست و منظور از مسحور در آیه مورد اشاره، زوال عقل و دیوانگی است و این آیه مسئله بیماری از طریق سحر را رد نکرده‌است و دلیل دیگری برای این ادعا اقامه نشده‌است. فخر رازی این نقدها را به معتزله منسوب می‌داند و از قول آنان گزارش می‌کند که دو آیه ۶۷ سوره مائده و ۶۹ سوره طه، با سحر شدن محمد، منافات دارد. وی در مقام پاسخ به این نقدها، به تفاوت ضرر به دین، نبوت و شریعت با ضرر به بدن و جسم پیامبر اشاره دارد و داستان را به نقل از اکثر راویان سنی، پذیرفته شده دانسته‌است.

### آیه پنجم
حاسد، کسی است که آرزومند زوال نعمت از صاحب نعمت است؛ هرچند برای خودش نیز نخواهد. در مقابل حسادت، غبطه وجود دارد که برخلاف حسادت، ممدوح است. در تعریف غبطه آورده‌اند که خواستن نعمت برای خود، همچون نعمتی که برای دیگری هست و بدون درخواست زوال نعمت برای دیگران. بنابر روایتی از عمر بن عبدالعزیز، خلیفه اموی، هیچ ستمگری شبیه‌تر از حسود به مظلوم وجود ندارد. طبرسی، مفسر شیعه به نقل از گروهی از مفسران ناشناس، معنای آیه را پناه بردن از شر حسود و چشمان اوست که چه بسا چشم زخم می‌زند و عیب می‌گیرد و ضرر می‌رساند. در آیه پنجم، شر حاسد، بر شر ساحر معطوف شده‌است و شر ساحر نیز بر شر شب معطوف بوده‌است. این عطف‌ها به جهت مناسبت بین معطوف و معطوف علیه، از جهت مباشرت و واسطه، صورت گرفته‌است. بر این اساس، حسود بر این می‌اندیشد که سحر می‌تواند نعمت مورد حسادت قرار گرفته را برای دیگران زائل کند و شب، محل و زمانی است برای خلوت و بروز تفکرات نفسانی و شیطانی.

## فضیلت سوره

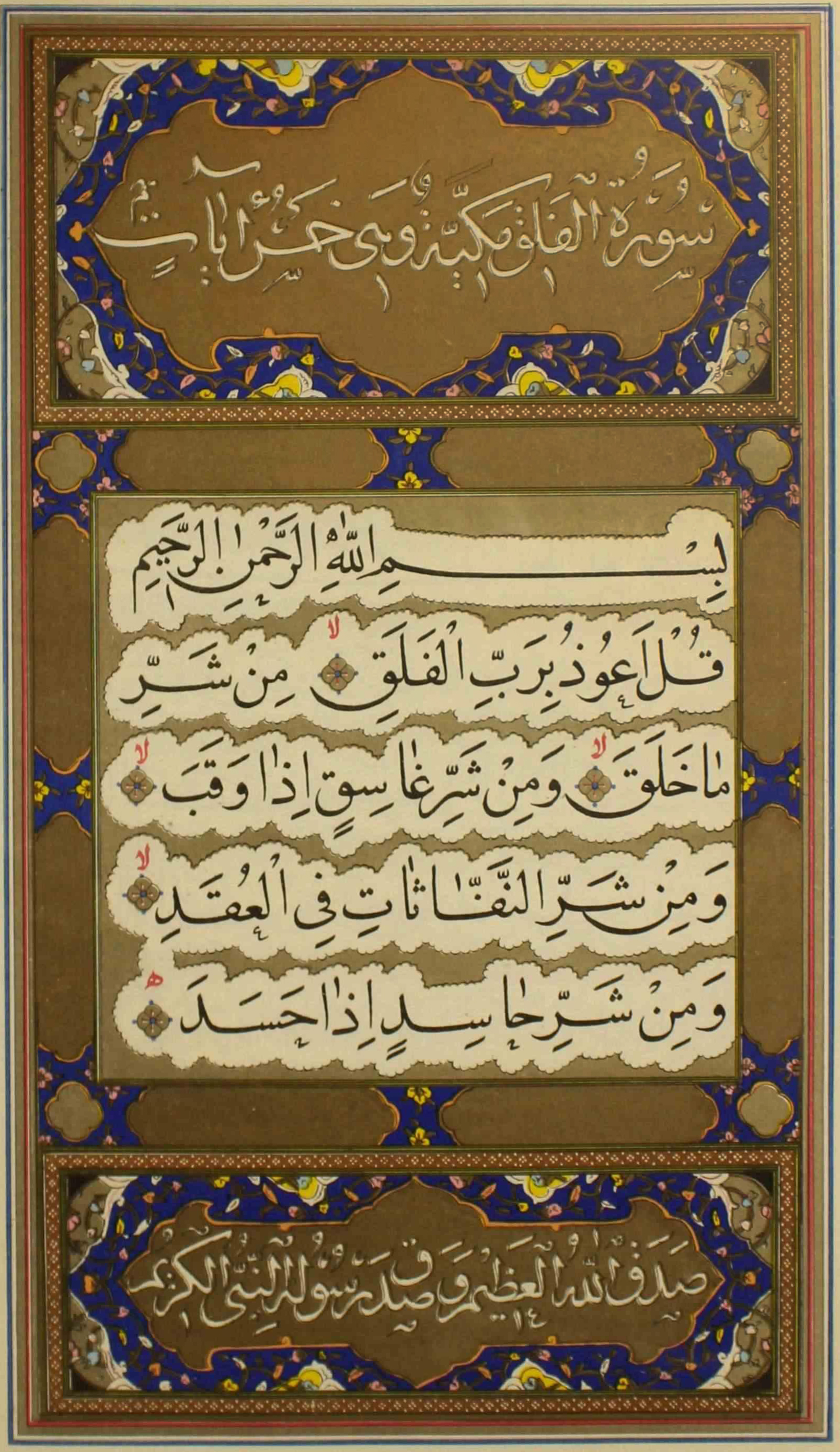
قرآن اثرِ میرزا احمد نیریزی؛ کتابت: ۱۱۱۷ ه‍. ق، اواخر دورهٔ صفوی؛ نگاه‌داری‌شده درکتابخانهٔ کاخ گلستان؛ معروف به قرآن آریامهری یا پهلوی.

به‌گزارش طبرسی، مفسر شیعه در مجمع‌البیان و ثعلبی، مفسر سنی در الکشف و البیان، از پیامبر اسلام روایت شده که هرکس دو سورهٔ فلق و ناس را بخواند، مثل این است که تمام کتاب‌های پیامبران الهی را خوانده باشد. در روایت دیگری که در تفسیر مجمع‌البیان از محمد باقر نقل شده‌است، آمده‌است که: «هر کسی که در نماز وِتْر، معوذتین و قُلْ هُوَ اللَّهُ أَحَد را بخواند، به او گفته می‌شود: ای بندهٔ خدا! بشارت باد بر تو که خداوند نماز وتر تو را قبول کرده‌است». همچنین طبرسی در جوامع الجامع و ابن عاشور، مفسر سنی مذهب، در التحریر، روایتی را از عقبة بن عامر گزارش می‌کنند که پیامبر اسلام پس از نزول معوذتین بر وی، آیات این سوره را بی‌نظیر توصیف می‌کند. این روایت در منابع اهل سنت نیز گزارش شده‌است؛ از جمله در درالمنثور این حدیث به نقل از ترمذی و نسائی و همچنین در کتاب اواسط طبرانی به نقل از ابن مسعود نقل شده‌است. بر اساس روایتی که ثعلبی، مفسر سنی مذهب از عقبة بن عامر جهنی گزارش می‌کند، محمد دو سوره معوذتین را با فضیلت‌ترین سوره‌های قرآن بشمار می‌آورد. بنابر روایتی از عایشه، محمد در بستر بیماری خویش، به خواندن سوره معوذتین اهتمام داشت و این مسئله را در بستر آخرین بیماری خود که به مرگش منجر شد، انجام می‌داد.
به‌گزارش طبرسی، محدث شیعه، در تفسیر مجمع‌البیان، در یکی از احادیث اسلامی آمده که محمد، شدیداً بیمار شد، جَبرَئیل و میکائیل نزد او آمدند، جبرئیل نزد سر پیامبر نشست و میکائیل نزد پای او، جبرئیل سوره فلق را خواند، و پیغمبر را با آن در پناه خدا قرار داد، و میکائیل سوره «قُلْ أَعُوذُ بِرَبِّ النَّاس» را قرائت کرد. در تفسیر کشاف از جارالله زمخشری، محدث سنی معتزلی، آمده که محمد این دو سوره را محبوب‌ترین سوره‌ها نزد خدا گفته و نیز این که هیچ سوره‌ای مثل این دو نازل نشده‌است. منابع اسلامی گزارش می‌کنند که محمد به هنگام خواب، این دو سوره را قرائت می‌کرد. بنابر گزارش کفعمی، هر کس در شب دو سوره معوذتین را قرائت کند، از شر جن و وسوسه‌های شیطان ایمن، خواهد بود و اگر بر پردن طفل بسته شود، از شر جن و هوام ایمن خواهد بود.

## اختلاف بر سر حضور در قرآن
در تفسیر درالمنثور، تفسیر کبیر و چند تفسیر دیگر آمده‌است که عبدالله بن مسعود در مصحف خود از آوردن سوره‌های معوذتین و فاتحه امتناع کرده و آن‌ها را جزء قرآن به‌حساب نیاورده و در این خصوص گفته‌است: «چرا چیزی که در کتاب خدا نیست را به آن می‌افزایید؟». وی اعتقاد داشت که این دو سوره نه به‌عنوان بخشی از قرآن، بلکه به‌عنوان وسیله‌ای برای حِرز پیامبر نازل شده‌اند. در الدر المنثور گفته شده که وی از خواندن این دو سوره به‌عنوان بخشی از قرآن هم امتناع کرده‌است. در کتب مختلف اسلامی، نقدهایی به این ادعا وارد شده‌است. در الدر المنثور از معاذ بن جبل، یکی از صحابهٔ محمد، نقل شده که وی خواندن این سوره توسط پیامبر اسلام در نماز را شنیده‌است. در تفسیر المیزان به نقل از تفسیر قمی آمده‌است که هنگامی که از محمد باقر، امام پنجم شیعه، دربارهٔ دلیل حذف این سوره‌ها توسط ابن مسعود پرسیده‌اند، وی به نقل از پدرش این کار را نظر شخصی ابن مسعود دانسته و این دو سوره را جزئی از قرآن به‌شمار آورده‌است. همچنین طباطبایی با اشاره به روایتی در فضیلت دو سوره معوذتین، احتمال داده‌است که منظور ابن مسعود از نبود این دو سوره در قرآن را نبود نظیر و همانند این دو سوره دانسته‌است. همچنین طباطبایی، با اشاره به نزول این سوره از جانب خدا به محمد (حتی بر اساس دیدگاه مخالفان جزئیت این دو سوره در قرآن) به تواتر قطعی و تمام در خصوص جزئیت این دو سوره اشاره دارد و این تواتر را واضح‌ترین دلیل بر رد این اختلاف می‌داند.
سیوطی، مفسر سنی مذهب، نیز پس از نقل گزارش ابن مسعود، پیروی نکردن هیچ‌یک از صحابه از ابن مسعود در این دیدگاه و همچنین توصیه محمد به خواندن آن در نمازها و همچنین ثبت این دو سوره در قرآن‌ها را دلیلی بر ضعف دیدگاه ابن مسعود می‌داند. ابن کثیر، مفسر سنی مذهب، پس از گزارش اختلافی را که ابن مسعود سبب آن شده‌است؛ روایتی را از مسند احمد نقل می‌کند که بر اساس آن، ابی بن کعب، از جزئیت این دو سوره در قران به نقل از محمد خبر می‌دهد.

## در فرهنگ اسلامی
بر اساس گزارشی در الاتقان، این سوره و سوره ناس، مشقشقتین نام گرفته‌اند. سورهٔ فلق، در کنار کافرون، توحید و ناس، یکی از سوره‌های چهارقُل (چارقُل) است. عبارت چهارقل به چهار سوره از قرآن که با حرف امر «قُل» آغاز می‌شوند اشاره دارد. در فرهنگ اسلامی، سوره‌های معوذتین به عنوان تَعویذ و حِرز شناخته شده‌اند. پیامبر اسلام هم خواندن این دو سوره را بهترین تعویذ دانسته‌است. از همین رو در فرهنگ اسلامی، به این دو سوره توجه به‌خصوصی می‌شد و متن آن در جعبه‌های به‌خصوصی برای حفظ از بلایا و طلسمات مورد استفاده قرار می‌گرفت. بنابر گزارش دانشنامه قران، این تعویذات در جعبه‌هایی مستطیل یا شش گوش شکل که از نقره ساخته می‌شدند نگهداری می‌شدند و بعدها در قرن‌های نهم، این قاب‌ها از سنگ ساخته می‌شد. شدت علاقه مسلمانان به اینگونه تعویذات سبب شده بود تا این جعبه‌ها حتی در صورت خالی بودن از متن سوره‌ها، مورد احترام و مقدس جلوه نماید. به این دو سوره و دیگر آیات قرآن که به عنوان حرز و تعویذ استفاده می‌شوند، قَوارِع قرآن هم گفته می‌شود. بنابر سفارش محمد نسبت به تعویذ قرار دادن این سوره و همچنین تعویذ کردن حسن و حسین با این سوره، سنت تعویذ و همراه کردن این سوره با خود در میان مسلمانان رواج دارد.

## تجزیه و ترکیب
| شماره آیه | متن آیه                                     | تجزیه و ترکیب |
| ۱         | ﴿بِسْمِ اَللّٰهِ اَلرَّحْمٰنِ اَلرَّحِیمِ، قُلْ أَعُوذُ بِرَبِّ اَلْفَلَقِ﴾ | بِسمِ جار و مجرور، الله مضافٌ‌الیه و فعلی و فاعل پس از آن محذوف است. الرَّحمنِ نعت برای الله، الرَّحیمِ نعت برای الله، قُلْ فعل امر مبنی بر سکون، فاعلش انت مستتر، أَعُوذُ فعل ماضی مرفوع به ضمه، فاعل انا بِرَبِّ جار و مجرور، اَلْفَلَقِ مضاف الیه. |
| ۲         | ﴿مِنْ شَرِّ مٰا خَلَقَ﴾                              | مِنْحرف جر، شَرِّ مجرور، مٰا مضاف الیه، خَلَقَ فعل ماضی مبنی بر فتح، فاعل هو مستتر. |
| ۳         | ﴿وَ مِنْ شَرِّ غٰاسِقٍ إِذٰا وَقَبَ﴾                      | وَ حرف عطف، مِنْ حرف جر، شَرِّ مجرور، غٰاسِقٍ مضاف الیه، إِذٰا مفعول فیه، وَقَبَ فعل ماضی مبنی بر فتح، فاعل هو مستتر. |
| ۴         | ﴿وَ مِنْ شَرِّ اَلنَّفّٰاثٰاتِ فِی اَلْعُقَدِ﴾                 | وَ حرف عطف، مِنْ حرف جر، شَرِّ مجرور، اَلنَّفّٰاثٰاتِ مضاف الیه، فِی حرف جر، اَلْعُقَدِ مجرور. |
| ۵         | ﴿وَ مِنْ شَرِّ حٰاسِدٍ إِذٰا حَسَدَ﴾                      | وَ حرف عطف، مِنْ حرف جر، شَرِّ مجرور، حٰاسِدٍ مضاف الیه، إِذٰا، مفعول فیه، حَسَدَ فعل ماضی مبنی بر فتح، فاعل هو مستتر. |

## یادداشت
1. ↑  «و قال الظالمون ان تتبعون الا رجلا مسحورا انظر کیف ضربوا لک الامثال فضلوا فلا یستطیعون سبیلا» ترجمه: «و ستمکاران گفتند: جز مردی افسون‌شده را دنبال نمی‌کنید. پس بنگر چگونه برای تو مَثَلها زدند و گمراه شدند؛ در نتیجه نمی‌توانند راهی بیابند.»
2. ↑  به گزند و زیانی که به باور عامه از طریق نگاه حسودانه وارد می‌شود، چشم‌زخم اطلاق می‌شود. باور به مقوله چشم‌زخم در باورهای مذهبی و عرفی خصوصاً در منطقه آسیا شایع است. در قرآن بارها به صورت تلویحی و یک مرتبه به صورت تصریحی به چشم‌زخم اشاره شده‌است.[۷۰]